# 悬移质
悬移质（又译懸浮載、悬浮负载等）是指流体（如河流）中在搬运过程中因为流体的流动而被抬升的那部分沉積物，它因流体的湍流而保持悬浮。悬移质通常由较小的颗粒组成，如黏土、淤泥和细沙。

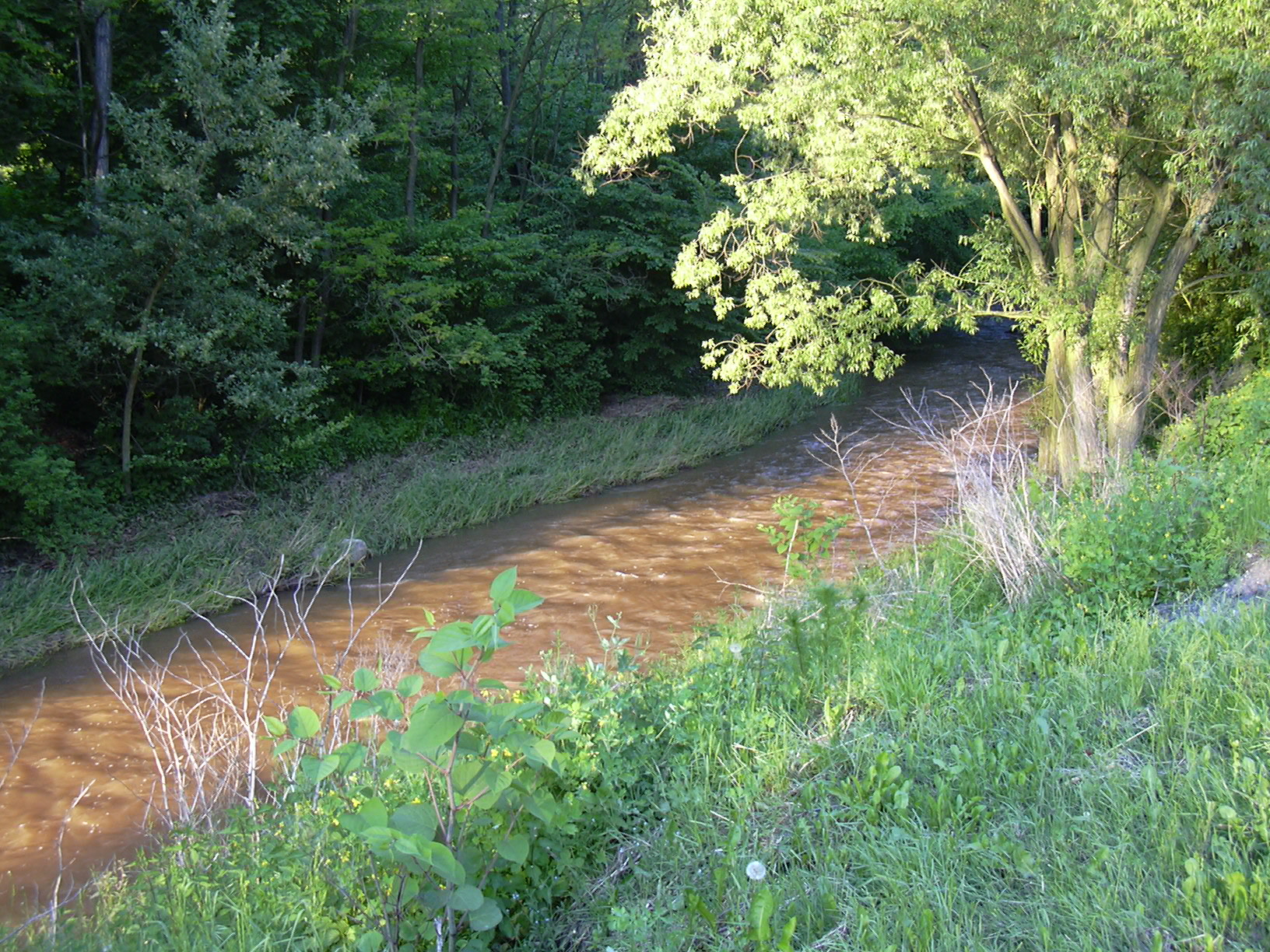
沉积物的搬运

## 沉积物搬运
悬载是河流搬運作用系统的三层之一。推移质由较大的沉积物组成，这些沉积物以躍移、滚动和拖曳的形式在河床上移动。而悬移质是由悬浮的较小沉积物组成的中间层。冲泻质是最上层，由肉眼可见的最小的沉积物组成；然而，由于过程非常相似，冲泻质在搬运过程中很容易与悬移质相混合。即使在水流之外，冲泻质也始终不接触河床。

## 成分
推移质和悬移质之间的界限并不清晰，因为颗粒是否处于悬浮状态取决于流速——可以想像，在流速不同的流体中，颗粒可能会在推移质、部分悬浮和完全悬浮的状态之间转换的过程。悬移质通常由细砂、淤泥和黏土大小的颗粒组成，但更大的颗粒（如较粗的砂）在更强的水流中可能可以在较低的水层中悬浮。

## 悬移质与悬浮沉积物
悬移质（suspended load）和悬浮沉积物（suspended sediment）非常相似，但又不同。悬浮沉积物包含在河流作用中被抬升起的沉积物，但与悬移质不同，不需要湍流来保持其抬升状态。而悬移质需要一定水流速度以保持沉积物在床层上方搬运。流速降低会使之沉积。

## 延伸阅读
- . Fondriest Environmental Learning Center. Fondriest Environmental, Inc.   [23 March 2019]. （原始内容存档于2022-03-24） （美国英语）.
- Lemke, Karen A. . Geography/Geology 312: Geomorphology. University of Wisconsin-Stevens Point. 12 September 2017  [23 March 2019]. （原始内容存档于2016-09-20）.